# I-37
El I-37 (イ-37?) fue un submarino portaaviones del Tipo B1 que sirvió en la Armada Imperial Japonesa participando en la Segunda Guerra Mundial. Fue hundido en combate el 19 de noviembre de 1944.

## Descripción
El I-37, con un desplazamiento de 2.600 t en superficie, tenía la capacidad de sumergirse hasta 100 m, desarrollando entonces una velocidad máxima de 8 nudos, con una autonomía de 96 millas náuticas a una velocidad reducida de 3 nudos. En superficie, su autonomía era de 14.000 millas náuticas a una velocidad de crucero de 16 nudos, desarrollando una velocidad máxima de 23,6 nudos. Transportaba un hidroavión biplaza de reconocimiento Yokosuka E14Y conocido por los Aliados como Glen, almacenado en un hangar hidrodinámico en la base de la torre de la vela.

## Historial
Tras su entrada en servicio en marzo de 1943 es asignado originalmente a la base de Kure. En mayo del mismo año participó en las pruebas de remolque que se llevaron a cabo al desarrollar el contenedor submarino unkatō. En junio llegó a Penang, desde donde realizará misiones en el océano Índico.
El 16 de junio hunde al petrolero británico de 8.078 toneladas San Ernesto. Tres días más tarde un transporte estadounidense Clase Liberty de 7.176 toneladas, el Henry Knox, sigue la misma suerte. En octubre, su hidroavión realiza reconocimientos aéreos sobre Mombasa y Diego Suárez, y el mismo mes hunde a un mercante griego de 3.404 toneladas al noroeste de Madagascar, el Faneromeni. El 27 de noviembre es hundido otro petrolero, en esta ocasión el noruego Scotia de 9.972 toneladas. El capitán es tomado prisionero y Kiyonori Otani, capitán del I-37, ordena disparar contra los náufragos en el agua.
En diciembre regresa a Penang, desde donde se dirige a Singapur para realizar mantenimiento en el submarino. En febrero de 1944 inicia una nueva patrulla bajo el mando de Hajime Nakagawa. El 22 de febrero otro petrolero es hundido, el British Chivalry de 7.118 toneladas. Un miembro de su tripulación es capturado y el capitán Nakagawa ordena disparar contra los supervivientes. Cuatro días después el mercante Sutlej también es hundido, corriendo la misma suerte sus náufragos, al igual que los del mercante de 7.005 toneladas Ascot, hundido el 29 de febrero de 1944.
En septiembre es destinado a transportar minisubmarinos suicidas Kaiten. Para ello se retiraron la pieza de 140 mm, el hangar y la catapulta, pudiendo transportar entonces cuatro Kaiten. Cuando el I-37 se dirigía a Palaos para realizar un ataque con este tipo de arma fue localizado tanto por un buque de superficie como por un hidroavión de observación, que dirigieron a sus proximidades a los destructores USS Conklin y USS McCoy Reynolds, que lo hundieron el 19 de noviembre de 1944 en la posición (8°7′N 134°16′E / 8.117, 134.267).